# Сушко Лука Григорович
Сушко́ Лука́ Григо́рович (16 жовтня 1919, Вербка — 11 вересня 2011) — генерал-майор у відставці, Герой України.

## Біографія
Народився 16 жовтня 1919 (с. Вербка, Летичівський район, Хмельницька область).
Навчався в піхотному і танковому училищах. З 10.1941 — в 21-й танковій дивізії Ленінградського фронту. З 01.1942 — командир розвідки 104-ї окремої танкової бригади. З 01.1943 — заступник начальника штабу з розвідки. З 1944 — начальник штабу 105-го танкового полку. З 01.1945 — заступник командира 84-го ґвардійського танкового полку 6-ї танкової армії. 04.1945 — представлений до присвоєння звання Героя Радянського Союзу (подання не реалізоване з невідомої причини). 1945-59 — командир 84-го танкового полку, командир 84 — танкового батальйону. З 1949 — начальник військового навчального танкового центру, голова Куйбишевський ОК ДТСААФ, військовий комендант округу Потсдам (Німеччина), старший викладач тактики у ВНЗ (м. Київ). З 1975 — у відставці. До 10.1999 — у видавництві «Радянська школа».

Могила Луки Сушка

Помер 11 вересня 2011 року. Похований в Києві на Берковецькому кладовищі.

## Нагороди
- Відзнака Президента України «Герой України» з врученням ордена «Золота Зірка» (27 жовтня 1999) — за особисту мужність і героїзм, виявлені в боях з фашистськими загарбниками під час Великої Вітчизняної війни 1941—1945 років[1]
- Орден «За заслуги» III ст.
- Орден Богдана Хмельницького III ст.
- Орден Червоного Прапора, два ордени Вітчизняної війни I ст., орден Вітчизняної війни II ст., два ордени Червоної Зірки
- медалі